# Vaičiūnas
Vaičiūnas ist ein litauischer männlicher Familienname.

## Personen
- Petras Vaičiūnas (1890–1959), Dichter, Dramatiker und Übersetzer
- Viktoras Vaičiūnas (1896–1945), Psychiater
- Vytautas Steponas Vaičiūnas (* 1944),  Geistlicher und Hochschullehrer
- Žygimantas Vaičiūnas (* 1982), Politiker